# NBA 1974/75
Die NBA-Saison 1974/75 war die 29. Saison der National Basketball Association (NBA). Sie begann am Donnerstag, den 17. Oktober 1974, und endete regulär nach 738 Spielen am Sonntag, den 6. April 1975. Die Postseason begann am Dienstag, den 8. April, und endete am Sonntag, den 25. Mai, mit 4—0 Finalsiegen der Golden State Warriors über die Washington Bullets.

## Saisonnotizen
- Die Capital Bullets benannten sich nach einem Jahr in die Washington Bullets um, die vierte von bislang fünf Umbenennungen. Die Eastern Conference bekam ein neues Mitglied, den New Orleans Jazz. In den Playoffs wurde eine Wild Card-Runde für die Viert- und Fünftplatzierten eingeführt.[1]
- Erster Draft-Pick in der NBA-Draft 1974 wurde Bruin Bill Walton von der University of California, Los Angeles für die Portland Trailblazers. Sein Teammate und Rookie of the Year Jamaal Wilkes wurde an elfter Stelle von den Golden State Warriors ausgewählt.[2]
- Das 25. All-Star-Game fand am Dienstag, den 14. Januar 1975, vor 12.885 Zuschauern im Veterans Memorial Coliseum von Phoenix, Arizona statt. K. C. Jones’ Eastern All-Stars besiegten  Al Attles’ Western All-Stars mit 108—102. All-Star Game MVP wurde Walt Frazier von den New York Knicks. Rick Barry hatte 8 Steals, die bisher meisten in einem All-Star-Game.[3]

## Abschlusstabellen
Pl. = Rang,  = Für die Playoffs qualifiziert, Sp = Anzahl der Spiele, S—N = Siege—Niederlagen, % = Siegquote (Siege geteilt durch Anzahl der bestrittenen Spiele), GB = Rückstand auf den Führenden der Division in der Summe von Sieg- und Niederlagendifferenz geteilt durch zwei, Heim = Heimbilanz, Ausw. = Auswärtsbilanz, Div. = Bilanz gegen die Divisionsgegner

### Eastern Conference

#### Atlantic Division
| Pl. | Mannschaft                | Sp | S—N   | %    | GB | Heim  | Ausw. | Div.  |
| --- | ------------------------- | -- | ----- | ---- | -- | ----- | ----- | ----- |
| 1.  | Boston Celtics            | 82 | 60—22 | .732 | —  | 28—13 | 32—90 | 17—90 |
| 2.  | Buffalo Braves            | 82 | 49—33 | .598 | 11 | 30—11 | 19—22 | 15—11 |
| 3.  | 0New York Knickerbockers0 | 82 | 40—42 | .488 | 20 | 23—18 | 17—24 | 09—17 |
| 4.  | Philadelphia 76ers        | 82 | 34—48 | .415 | 26 | 20—21 | 14—27 | 11—15 |

#### Central Division
| Pl. | Mannschaft            | Sp | S—N   | %    | GB | Heim  | Ausw. | Div.  |
| --- | --------------------- | -- | ----- | ---- | -- | ----- | ----- | ----- |
| 1.  | Washington Bullets    | 82 | 60—22 | .732 | —  | 36—50 | 24—17 | 22—80 |
| 2.  | Houston Rockets       | 82 | 41—41 | .500 | 19 | 29—12 | 12—29 | 16—14 |
| 3.  | 0Cleveland Cavaliers0 | 82 | 40—42 | .488 | 20 | 29—12 | 11—30 | 17—13 |
| 4.  | Atlanta Hawks         | 82 | 31—51 | .378 | 29 | 22—19 | 09—32 | 11—19 |
| 5.  | New Orleans Jazz      | 82 | 22—59 | .280 | 37 | 20—21 | 09—21 | 08—14 |

### Western Conference

#### Midwest Division
| Pl. | Mannschaft              | Sp | S—N   | %    | GB | Heim  | Ausw. | Div.  |
| --- | ----------------------- | -- | ----- | ---- | -- | ----- | ----- | ----- |
| 1.  | Chicago Bulls           | 82 | 47—35 | .573 | —  | 29—12 | 18—23 | 11—15 |
| 2.  | Kansas City/Omaha Kings | 82 | 44—38 | .357 | 3  | 29—12 | 15—26 | 17—90 |
| 3.  | Detroit Pistons         | 82 | 40—42 | .488 | 7  | 26—15 | 14—27 | 10—16 |
| 4.  | Milwaukee Bucks         | 82 | 38—44 | .463 | 9  | 25—16 | 13—28 | 14—12 |

#### Pacific Division
| Pl. | Mannschaft              | Sp | S—N   | %    | GB | Heim  | Ausw. | Div.  |
| --- | ----------------------- | -- | ----- | ---- | -- | ----- | ----- | ----- |
| 1.  | 0Golden State Warriors0 | 82 | 48—34 | .585 | —  | 30—11 | 17—24 | 19—11 |
| 2.  | Seattle Supersonics     | 82 | 43—39 | .524 | 5  | 24—17 | 19—22 | 18—12 |
| 3.  | Portland Trailblazers   | 82 | 38—44 | .463 | 10 | 28—13 | 10—31 | 16—14 |
| 4.  | Phoenix Suns            | 82 | 32—50 | .390 | 16 | 22—19 | 10—31 | 12—18 |
| 5.  | Los Angeles Lakers      | 82 | 30—52 | .366 | 18 | 21—20 | 09—32 | 10—20 |

## Ehrungen
- Most Valuable Player 1974/75: Bob McAdoo, Buffalo Braves
- Rookie of the Year 1974/75: Jamaal Wilkes, Golden State Warriors
- Coach of the Year 1974/75: Phil Johnson, Kansas City/Omaha Kings
- Executive of the Year 1974/75: Dick Vertlieb, Golden State Warriors
- J. Walter Kennedy Citizenship Award 1974/75: Wes Unseld, Washington Bullets
- All-Star Game MVP 1975: Walt Frazier, New York Knickerbockers
- NBA-Finals MVP 1975: Rick Barry, Golden State Warriors

| - All-NBA First Team: - Elvin Hayes, Washington Bullets - Rick Barry, Golden State Warriors - Bob McAdoo, Buffalo Braves - Nate Archibald, Kansas City/Omaha Kings - Walt Frazier, New York Knickerbockers | - All-NBA Second Team: - John Havlicek, Boston Celtics - Spencer Haywood, Seattle Supersonics - Dave Cowens, Boston Celtics - Phil Chenier, Washington Bullets - Jo Jo White, Boston Celtics |
| - All-Rookie Team: - Jamaal Wilkes, Golden State Warriors - John Drew, Atlanta Hawks - Scott Wedman, Kansas City/Omaha Kings - Tom Burleson, Seattle Supersonics - Brian Winters, Los Angeles Lakers       | |
| - All-Defensive First Team: - John Havlicek, Boston Celtics - Paul Silas, Boston Celtics - Kareem Abdul-Jabbar, Milwaukee Bucks - Jerry Sloan, Chicago Bulls - Walt Frazier, New York Knickerbockers       | - All-Defensive Second Team: - Elvin Hayes, Washington Bullets - Bob Love, Chicago Bulls - Dave Cowens, Boston Celtics - Norm Van Lier, Chicago Bulls - Don Chaney, Boston Celtics           |

## Führende Spieler in Einzelwertungen
| Kategorie        | Spieler             | Mannschaft            | Wert     |
| ---------------- | ------------------- | --------------------- | -------- |
| Punkte/Spiel ∆   | Bob McAdoo          | Buffalo Braves        | 34,5 PpS |
| Wurfquote †      | Don Nelson          | Boston Celtics        | 53,9 %   |
| Freiwurfquote ‡  | Rick Barry          | Golden State Warriors | 90,4 %   |
| Assists/Spiel ▲  | Kevin Porter        | Washington Bullets    | 8,0 ApS  |
| Rebounds/Spiel ▼ | Wes Unseld          | Capital Bullets       | 14,8 RpS |
| Steals/Spiel ►   | Rick Barry          | Golden State Warriors | 2,85 SpS |
| Blocks/Spiel ◀︎   | Kareem Abdul-Jabbar | Milwaukee Bucks       | 3,26 BpS |

∆ 70 Spiele oder 1400 Punkte erforderlich.

† 300 Körbe erforderlich. Nelson nahm 785 Schüsse und traf 423 mal.

‡ 120 verwandelte Freiwürfe erforderlich. Barry traf 394 von 436.

▲ 70 Spiele oder 400 Assists erforderlich.

▼ 70 Spiele oder 800 Rebounds erforderlich.

► 70 Spiele oder 125 Steals erforderlich.

◀︎ 70 Spiele oder 100 Blocks erforderlich.

- Mit 330 begingen Bob Dandridge von den Milwaukee Bucks und Phil Jackson von den New York Knicks die meisten Fouls. Kevin Porter von den Washington Bullets war mit 12 mal am häufigsten fouled out.
- Seit der Saison 1969/70 werden den Statistiken in den Kategorien „Punkte“, „Assists“ und „Rebounds“ nicht länger die insgesamt erzielten Leistungen zu Grunde gelegt, sondern die Quote pro Spiel.[4]
- Bob McAdoo von den Buffalo Braves stand in 82 Einsätzen 43,2 Minuten pro Spiel auf dem Parkett. Er hatte mit insgesamt 3539 Minuten auch die insgesamt längste Einsatzzeit.
- Den besten Punkteschnitt der Saison hatte Bob McAdoo mit 34,5 Punkten pro Spiel. Bei 2831 Punkten in 82 Einsätzen hatte er die meisten Punkte und mit 51,2 % die sechstbeste Wurfquote.
- Don Nelson warf 1109 Punkte in 79 Spielen und damit 14,0 Punkte pro Spiel.
- Rick Barry verwandelte mit der besten Freiwurfquote die insgesamt fünftmeisten Freiwürfe. Mit 652 bei einer Quote von 87,2 % warf Tiny Archibald von den Kansas City Omaha Kings die meisten Freiwürfe.
- Kevin Porter gewährte bei der besten Quote von 8,0 Assists pro Spiel mit 650 Assists die insgesamt meisten der Liga in 81 Spielen.
- Wes Unseld hatte 1077 Rebounds in 73 Spielen. Die meisten Rebounds insgesamt hatte Bob McAdoo mit 1155 (14,1 Rps). John Drew von den Atlanta Hawks errang 357 Offensivrebounds und Sam Lacey von den Kansas City/Omaha Kings 921 Defensivrebounds.
- Rick Barry hatte neben der besten Stealrate von 2,9 SpS auch die meisten Steals insgesamt mit 228 in 80 Spielen. Seine Golden State Warriors kamen gegen die Lakers am 25. März 1975 auf 25 Steals, die zweitmeisten eines einzelnen Teams. Zusammen eroberten beide Teams 39 Bälle, nur am 21. Januar stahlen dieselben Teams 40 Bälle.
- Elmore Smith hatte mit 216 die meisten Shotblocks in 74 Spielen bei einer Quote von 2,9 BpS. Kareem Abdul-Jabbar blockte insgesamt 212 Korbwürfe in 65 Spielen. Er sollte die Liga viermal in Blocks anführen, was ebenfalls lediglich Mark Eaton und Marcus Cambry gelingen sollte. Abdul-Jabbar hatte in seiner gesamten Karriere 3189 Blocks, übertroffen bislang nur von Hakeem Olajuwon und Dikembe Mutombo (Stand: 2020).

## Playoffs-Baum
|  | Eröffnungsrunde | Eröffnungsrunde     | Eröffnungsrunde    |                     |                 | Conference-Halbfinals | Conference-Halbfinals | Conference-Halbfinals |  |  | Conference-Finals | Conference-Finals | Conference-Finals |  |  | NBA-Finals | NBA-Finals | NBA-Finals |
|  |                 |                     |                    |                     |                 |                       |                       |                       |  |  |                   |                   |                   |  |  |            |            |            |
|  |                 |                     |                    |                     |                 |                       |                       |                       |  |  |                   |                   |                   |  |  |            |            |            |
|  |                 |                     |                    |                     |                 |                       |                       |                       |  |  |                   |                   |                   |  |  |            |            |            |
|  | W1              | Golden State        | 4                  |                     |                 |                       |                       |                       |  |  |                   |                   |                   |  |  |            |            |            |
|  | W1              | Golden State        | 4                  |                     |                 |                       |                       |                       |  |  |                   |                   |                   |  |  |            |            |            |
|  |                 |                     | W4                 | Seattle Supersonics | 2               |                       |                       |                       |  |  |                   |                   |                   |  |  |            |            |            |
|  | W4              | Seattle Supersonics | W4                 | Seattle Supersonics | 2               | 2                     |                       |                       |  |  |                   |                   |                   |  |  |            |            |            |
|  | W4              | Seattle Supersonics |                    |                     |                 | 2                     |                       |                       |  |  |                   |                   |                   |  |  |            |            |            |
|  | W5              | Detroit Pistons     | 1                  |                     |                 |                       |                       |                       |  |  |                   |                   |                   |  |  |            |            |            |
|  | W5              | Detroit Pistons     | 1                  | W1                  | Golden State    | 4                     |                       |                       |  |  |                   |                   |                   |  |  |            |            |            |
|  |                 |                     |                    | W1                  | Golden State    | 4                     | Western Conference    |                       |  |  |                   |                   |                   |  |  |            |            |            |
|  |                 | W2                  | Chicago Bulls      | 3                   |                 |                       |                       |                       |  |  |                   |                   |                   |  |  |            |            |            |
|  |                 |                     |                    | 3                   |                 |                       |                       |                       |  |  |                   |                   |                   |  |  |            |            |            |
|  |                 |                     |                    |                     |                 |                       |                       |                       |  |  |                   |                   |                   |  |  |            |            |            |
|  |                 |                     |                    |                     |                 |                       |                       |                       |  |  |                   |                   |                   |  |  |            |            |            |
|  | W2              | Chicago Bulls       | 4                  |                     |                 |                       |                       |                       |  |  |                   |                   |                   |  |  |            |            |            |
|  | W2              | Chicago Bulls       | 4                  |                     |                 |                       |                       |                       |  |  |                   |                   |                   |  |  |            |            |            |
|  |                 |                     | W3                 | KC/Omaha Kings      | 2               |                       |                       |                       |  |  |                   |                   |                   |  |  |            |            |            |
|  |                 |                     |                    | KC/Omaha Kings      | 2               |                       |                       |                       |  |  |                   |                   |                   |  |  |            |            |            |
|  |                 |                     |                    |                     |                 |                       |                       |                       |  |  |                   |                   |                   |  |  |            |            |            |
|  |                 |                     |                    |                     |                 |                       |                       |                       |  |  |                   |                   |                   |  |  |            |            |            |
|  | W1              | Golden State        | 4                  |                     |                 |                       |                       |                       |  |  |                   |                   |                   |  |  |            |            |            |
|  | W1              | Golden State        | 4                  |                     |                 |                       |                       |                       |  |  |                   |                   |                   |  |  |            |            |            |
|  |                 | E2                  | Washington Bullets | 0                   |                 |                       |                       |                       |  |  |                   |                   |                   |  |  |            |            |            |
|  |                 |                     |                    | 0                   |                 |                       |                       |                       |  |  |                   |                   |                   |  |  |            |            |            |
|  |                 |                     |                    |                     |                 |                       |                       |                       |  |  |                   |                   |                   |  |  |            |            |            |
|  |                 |                     |                    |                     |                 |                       |                       |                       |  |  |                   |                   |                   |  |  |            |            |            |
|  | E3              | Buffalo Braves      | 3                  |                     |                 |                       |                       |                       |  |  |                   |                   |                   |  |  |            |            |            |
|  | E3              | Buffalo Braves      | 3                  |                     |                 |                       |                       |                       |  |  |                   |                   |                   |  |  |            |            |            |
|  |                 |                     | E2                 | Washington Bullets  | 4               |                       |                       |                       |  |  |                   |                   |                   |  |  |            |            |            |
|  |                 |                     |                    | Washington Bullets  | 4               |                       |                       |                       |  |  |                   |                   |                   |  |  |            |            |            |
|  |                 |                     |                    |                     |                 |                       |                       |                       |  |  |                   |                   |                   |  |  |            |            |            |
|  |                 |                     |                    |                     |                 |                       |                       |                       |  |  |                   |                   |                   |  |  |            |            |            |
|  | E2              | Washington Bullets  | 4                  |                     |                 |                       |                       |                       |  |  |                   |                   |                   |  |  |            |            |            |
|  | E2              | Washington Bullets  | 4                  | Eastern Conference  |                 |                       |                       |                       |  |  |                   |                   |                   |  |  |            |            |            |
|  |                 | E1                  | Boston Celtics     | 2                   |                 |                       |                       |                       |  |  |                   |                   |                   |  |  |            |            |            |
|  | E5              | E1                  | Boston Celtics     | 2                   | New York Knicks | 1                     |                       |                       |  |  |                   |                   |                   |  |  |            |            |            |
|  | E5              |                     |                    |                     |                 |                       |                       |                       |  |  |                   |                   |                   |  |  |            |            |            |
|  | E4              | Houston Rockets     | 2                  |                     |                 |                       |                       |                       |  |  |                   |                   |                   |  |  |            |            |            |
|  | E4              | Houston Rockets     | 2                  | E4                  | Houston Rockets | 1                     |                       |                       |  |  |                   |                   |                   |  |  |            |            |            |
|  |                 |                     |                    | E4                  | Houston Rockets | 1                     |                       |                       |  |  |                   |                   |                   |  |  |            |            |            |
|  |                 |                     | E1                 | Boston Celtics      | 4               |                       |                       |                       |  |  |                   |                   |                   |  |  |            |            |            |
|  |                 |                     |                    | Boston Celtics      | 4               |                       |                       |                       |  |  |                   |                   |                   |  |  |            |            |            |
|  |                 |                     |                    |                     |                 |                       |                       |                       |  |  |                   |                   |                   |  |  |            |            |            |
|  |                 |                     |                    |                     |                 |                       |                       |                       |  |  |                   |                   |                   |  |  |            |            |            |

## Playoffs-Ergebnisse
Die Playoffs begannen am 8. April und wurden in der Eröffnungsrunde, in der der Viertplatzierte der Conference gegen den Fünftplatzierten um die Chance, in der nächsten Runde auf den Erstplatzierten zu treffen, spielten, nach dem Modus Modus „Best of Three“ ausgetragen. In den Conference-Halbfinals, den Conference-Finals und den NBA-Finals galt der „Best of Seven“-Ausscheidungs-Modus.
Kevin Porter von den Washington Bullets gewährte 124 Assists in der Postseason, Teamkamerad Wes Unseld errang 276 Rebounds. Rick Barry von den Golden State Warriors erzielte 479 Punkte. Seine Steals waren ebenso bemerkenswert: Am 14. April gelangen ihm 8 gegen die Seattle Supersonics, übertroffen nur von Allen Iverson. Seine 19 Steals in sechs Playoffspielen wurden mit Derek Fisher ebenfalls nur von einem Spieler um 2 übertroffen. Die 22 Warriorssteals am 14. April und die 81 Teamsteals in der Sechs-Spiele-Serie gegen die Sonics bleiben Spitze und die 55 Finalsteals seiner Warriors wurden lediglich von den Trailblazers in den 1977er Playoffs geschlagen.
Larry McNeill von den Kansas City/Omaha Kings hatte gegen die Bulls am 13. April eine Wurfquote von 100 %. Lediglich Nene wiederholte das Kunststück einer 100er-Quote bei 12 Körben, die höchste Anzahl von Körben bei dieser Quote (Stand: 2020).

### Eastern Conference-Eröffnungsrunde
Houston Rockets 2, New York Knickerbockers 1

Dienstag, 8. April: Houston 99 – 84 New York

Donnerstag, 10. April: New York 106 – 96 Houston

Sonnabend, 12. April: Houston 118 – 86 New York

### Western Conference-Eröffnungsrunde
Detroit Pistons 2, Seattle Supersonics 1

Dienstag, 8. April: Seattle 90 – 77 Detroit

Donnerstag, 10. April: Detroit 122 – 106 Seattle

Sonnabend, 12. April: Seattle 100 – 93 Detroit

### Eastern Conference-Halbfinals
Boston Celtics 4, Houston Rockets 1

Montag, 14. April: Boston 123 – 106 Houston

Mittwoch, 16. April: Boston 112 – 106 Houston

Sonnabend, 19. April: Houston 117 – 102 Boston

Dienstag, 22. April: Houston 117 – 122 Boston

Donnerstag, 24. April: Boston 128 – 115 Houston
Washington Bullets 4, Buffalo Braves 3

Donnerstag, 10. April: Washington 102 – 113 Buffalo

Sonnabend, 12. April: Buffalo 106 – 120 Washington

Mittwoch, 16. April: Washington 111 – 96 Buffalo

Freitag, 18. April: Buffalo 108 – 102 Washington

Sonntag, 20. April: Washington 97 – 93 Buffalo

Mittwoch, 23. April: Buffalo 102 – 96 Washington

Freitag, 25. April: Washington 115 – 96 Buffalo

### Western Conference-Halbfinals
Golden State Warriors 4, Seattle Supersonics 2

Montag, 14. April: Golden State 123 – 96 Seattle

Mittwoch, 16. April: Golden State 99 – 100 Seattle

Donnerstag, 17. April: Seattle 96 – 105 Golden State

Sonnabend, 19. April: Seattle 111 – 94 Golden State

Dienstag, 22. April: Golden State 124 – 100 Seattle

Donnerstag, 24. April: Seattle 96 – 105 Golden State
Chicago Bulls 4, Kansas City/Omaha Kings 2

Mittwoch, 9. April: Chicago 95 – 89 Kansas City/Omaha

Sonntag, 13. April: Kansas City/Omaha 102 – 95 Chicago

Mittwoch, 16. April: Chicago 93 – 90 Kansas City/Omaha

Freitag, 18. April: Kansas City/Omaha 104 – 100 Chicago (n. V.)

Sonntag, 20. April: Chicago 104 – 77 Kansas City/Omaha

Mittwoch, 23. April: Kansas City/Omaha 89 – 101 Chicago

### Eastern Conference-Finals
Washington Bullets 4, Boston Celtics 2

Sonntag, 27. April: Boston 95 – 100 Washington

Mittwoch, 30. April: Washington 117 – 92 Boston

Sonnabend, 3. Mai: Boston 101 – 90 Washington

Mittwoch, 7. Mai: Washington 119 – 108 Boston

Freitag, 9. Mai: Boston 103 – 99 Washington

Sonntag, 11. Mai: Washington 98 – 92 Boston

### Western Conference-Finals
Golden State Warriors 4, Chicago Bulls 3

Sonntag, 27. April: Golden State 107 – 89 Chicago

Mittwoch, 30. April: Chicago 90 – 89 Golden State

Sonntag, 4. Mai: Golden State 108 – 101 Chicago

Dienstag, 6. Mai: Chicago 111 – 106 Golden State

Donnerstag, 8. Mai: Golden State 79 – 89 Chicago

Sonntag, 11. Mai: Chicago 72 – 86 Golden State

Mittwoch, 14. Mai: Golden State 83 – 79 Chicago

## NBA-Finals

### Golden State Warriors vs. Washington Bullets
Der Sieg der Warriors war überraschend, die Bullets wurden stärker eingeschätzt. Bestleistungen legten aber beide auf.
Wes Unseld errang die meisten (bekannten) Defensivrebounds einer Vier-Spiele-Finalserie. Teamkamerad Elvin Hayes blockte 11 Schüsse, genau wie Warrior George Johnson. Dies gelang nur drei weiteren Spielern. Johnsons Teamkamerad Rick Barry eroberte 14 mal den Ball in vier Spielen.
Golden State als Team errang 72 Offensiv- und 143 Defensivrebounds und hatte 32 Blocks in den Finals. Beide Teams hatten die meisten Steals einer Vierer-Serie mit 55 und 45 sowie die meisten Steals zweier Teams in einem Finalspiel am 23. Mai. Am 25. Mai leisteten sich beide Teams zusammen 60 Ballverluste (31 und 29). Golden States 17 Steals vom 23. Mai wurden 2008 von den Boston Celtics um einen übertroffen (Stand: 2020).
Die Finalergebnisse:

Sonntag, 18. Mai: Washington 95 – 101 Golden State

Dienstag, 20. Mai: Golden State 92 – 91 Washington

Dienstag, 23. Mai: Golden State 109 – 101 Washington

Sonntag, 25. Mai: Washington 95 – 96 Golden State
Die Golden State Warriors werden mit 4—0 Siegen zum dritten Mal und zum ersten Mal an ihrer neuen Wirkungsstätte NBA-Meister.

## Die Meistermannschaft der Golden State Warriors
| Captain Rick Barry, Butch Beard, Steve Bracey, Bill Bridges, Derrek Dickey, Charles Dudley, Charles Johnson, George T. Johnson, Frank Kendrick, Jeff Mullins, Clifford Ray, Phil Smith, Jamaal Wilkes Head Coach Al Attles |